# 道の駅ポート赤碕
道の駅ポート赤碕（みちのえき ポートあかさき）は、鳥取県東伯郡琴浦町別所にある国道9号の道の駅である。

## 施設

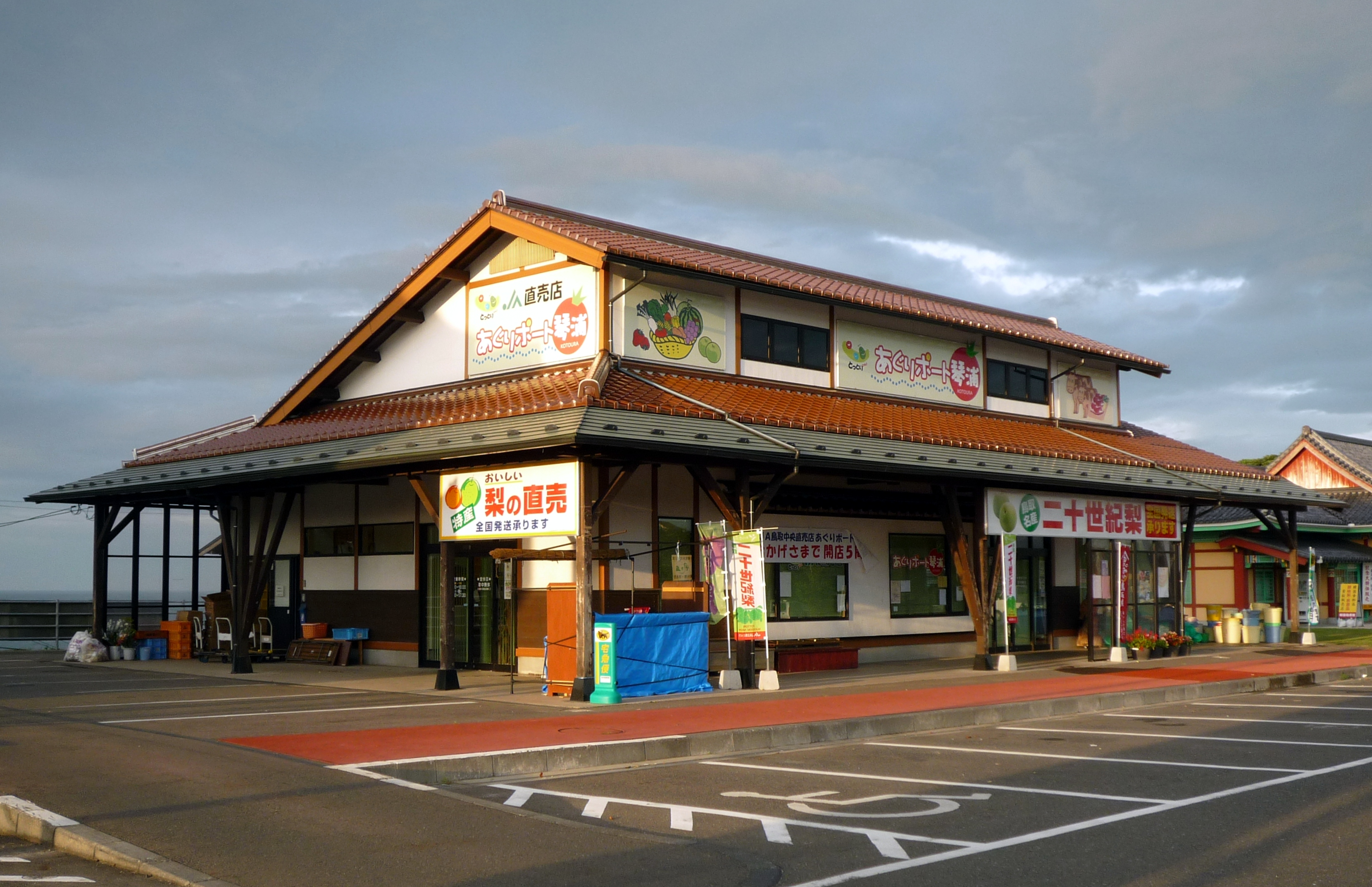
あぐりポート琴浦

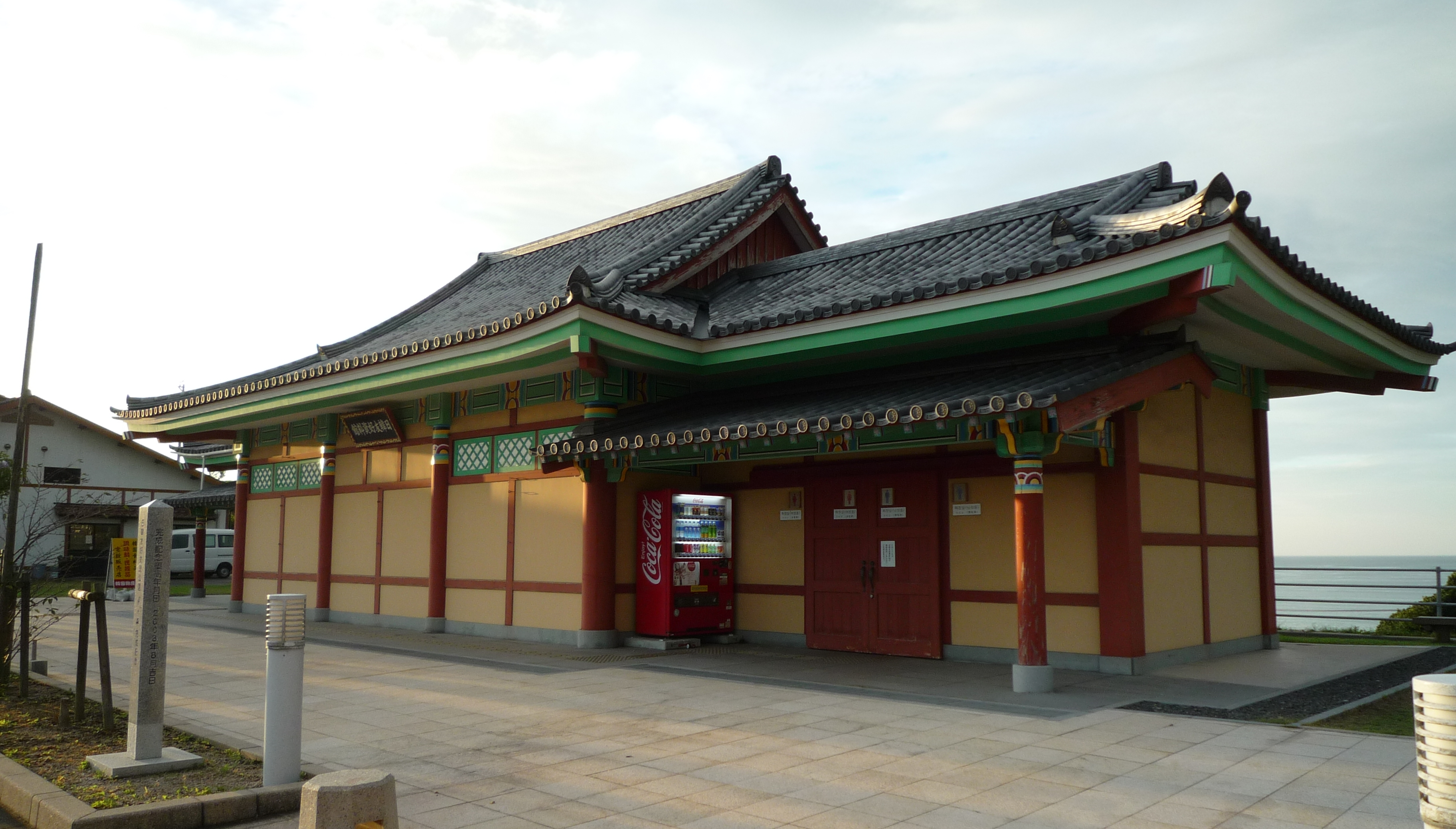
日韓友好資料館

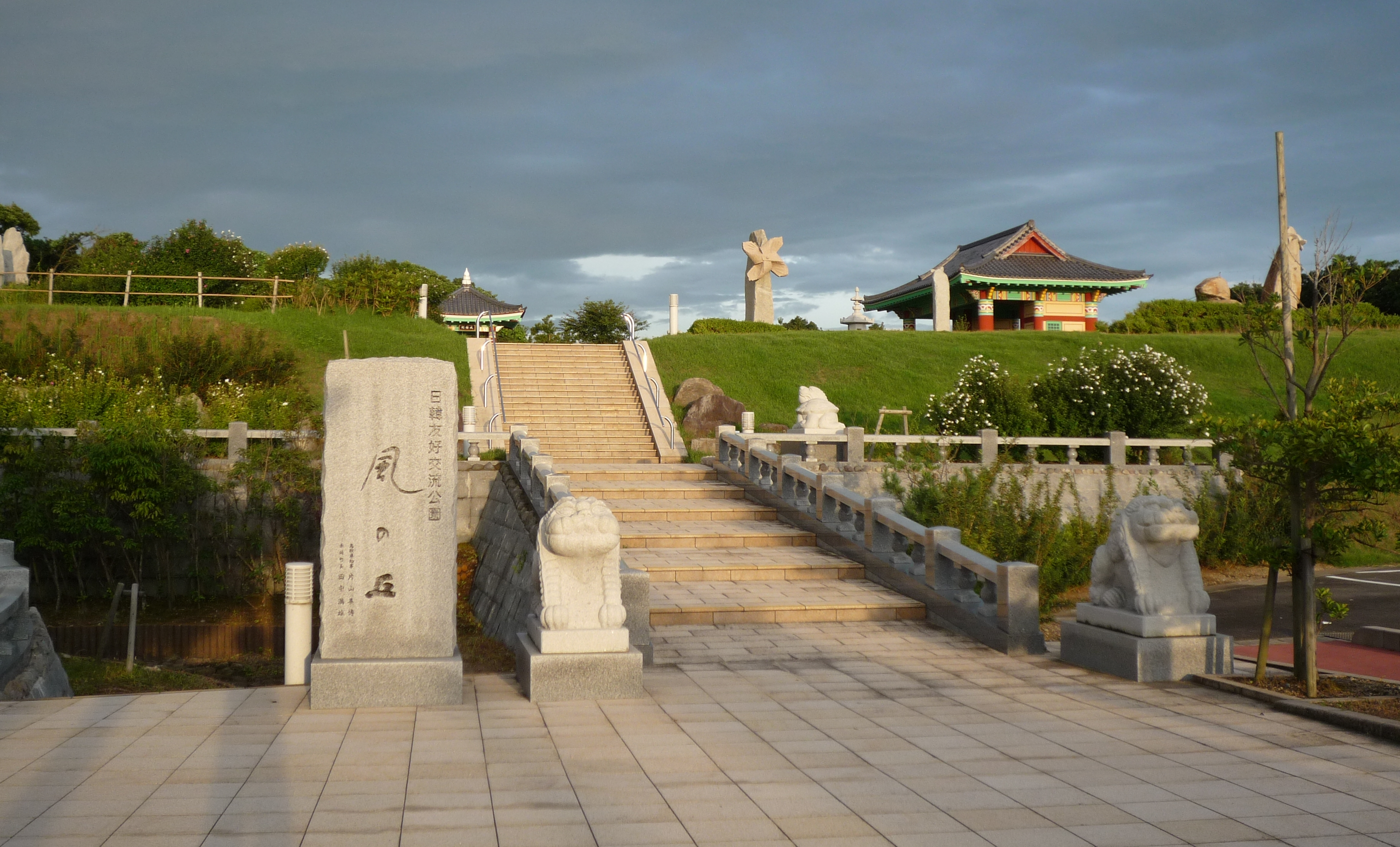
日韓友好交流公園「風の丘」

- 駐車場：142台（電気自動車用充電スタンドあり）
  - 普通車：118台
  - 大型車：24台
  - 身障者用：5台
- トイレ
  - 男：大 3器・小 6器
  - 女：6器
  - 身障者用：1器
- 公衆電話：1台
- 和風レストラン (24H)
- 焼肉レストラン (10:00 - 19:00)
- 売店 (6:00 - 24:00)
- 水産物売店 (9:30 - 18:00)
- コンビニエンスストア（ローソン・ポプラ 6:00 - 20:00）
- 休憩所
- JA鳥取中央直売店 あぐりポート琴浦（9:00 - 18:00 12月 - 2月は9:00 - 17:30）
- 日韓友好資料館
- 日韓友好交流公園「風の丘」
  - 交流記念碑
- 情報コーナー (8:30 - 18:00)
- 郵便ポスト（赤碕郵便局）

## 休館日
- 毎週水曜日（和風レストランは除く）

## アクセス
- 国道9号 - 登録路線
- 鳥取県道267号大栄赤碕線

## 周辺の施設
- 山陰本線 八橋駅
- 道の駅琴の浦（全国で3つしかない道の駅と道の駅の距離が1km以内にある）[1]